# 횡성고등학교
횡성고등학교(橫城高等學校)는 대한민국 강원특별자치도 횡성군 횡성읍 읍하리에 있는 공립 고등학교이다.

## 학교 연혁
- 1945년 5월 10일 : 횡성공립농업학교 개교
- 1945년 8월 15일 : 횡성농업중학교로 교명 변경
- 1947년 9월 1일 : 횡성군 횡성면 마산리 305번지로 이전
- 1950년 6월 25일 : 6.25동란으로 휴교
- 1951년 9월 1일 : 횡성농업고등학교로 교명변경(교육법 개정에 의거)
- 1959년 5월 2일 : 횡성군 횡성읍 읍하리 200번지로 학교 이전
- 1961년 3월 8일 : 횡성실업고등학교로 교명 변경
- 1973년 12월 10일 : 횡성종합고등학교로 교명 변경
- 1983년 10월 14일 : 횡성고등학교로 교명 변경(15학급 증설 인가)
- 1991년 3월 1일 : 횡성중.고 병설에서 횡성고등학교로 분리 운영
- 1991년 12월 12일 : 횡고학사 설립
- 2010년 2월 19일 : 송백학사2관 준공
- 2013년 11월 15일 : 송백관(체육관) 준공
- 2024년 9월 1일 : 제39대 최현태 교장 취임
- 2025년 1월 6일 : 제75회 102명 졸업(총 졸업생수 10,955명)
- 2025년 3월 4일 : 2025학년도 신입생 입학(114명)

## 참고 자료
- 횡성고등학교 - 한국교육학술정보원 학교알리미